# Honoratka (obwód winnicki)
Honoratka (ukr. Гоноратка) – wieś na Ukrainie, w obwodzie winnickim, w rejonie oratowskim, w radzie wiejskiej Zaruddia. W 2001 roku zamieszkiwało ją 348 mieszkańców.

## Historia
Wieś została założona przez Orańskiego w 1641 roku. Miejscowość nazwał na cześć swojej żony.

## Urodzeni w Honoratce
- Apollo Korzeniowski – polski pisarz, poeta i autor dramatów, ojciec Josepha Conrada[1].